# Еччеленца Емілія-Романья
Еччеленца Емілія-Роман'я (італ. Eccellenza Abruzzo) — регіональний підрозділ Еччеленци, шостої в італійській системі ліг.

## Система
Турнір проводиться з сезону 1991—1992. У ньому бере участь 36 команд, які розділені на дві групи. Переможці груп змагаються в Еччеленці за вихід у Серію D. своїх регіонах. Клуби, які фінішували другими беруть участь в раунді плей-оф, який складається з двох турів.